# 八島時清
八島 時清（やじま とききよ、生年未詳 - 建永元年9月27日（1206年））は、平安時代末期から鎌倉時代初期にかけての武将。清和源氏満政流。父は源義朝の側近として知られる近江守源重成あるいは左衛門尉源時成（『尊卑分脈』）。兄弟に光成、重茂、忠輔、重快らがある。通称は八島冠者、次郎。
累代の所領である美濃国八島郷あるいは近江国八島を本拠としていたものと考えられる。その動向は詳らかでないが、平家滅亡後の文治元年（1185年）11月、都落ちした源義経・行家一行の船団が嵐により難破した際、その2日後に京に戻り義経らの生存を朝廷に伝えたとある（『吾妻鏡』同年11月20日条）。これが義経と同行していたものなのか追手に加わっていたものなのかは不明。
建永元年（1206年）9月、近江国今津浜、和邇浜に乱入した延暦寺堂衆に与同したとして、後鳥羽院の命を受けた小野義成、後藤基清ら率いる兵に攻められ法性寺北辺で討ち取られた（『明月記』同年9月27日条）。